# Curvatura
En geometria, la curvatura és la qualitat d'una corba associada al canvi de direcció de diversos punts successius de la corba. La curvatura indica el canvi de direcció de les tangents amb relació a la longitud de l'arc de la corba entre els punts de tangència.
En geometria analítica i àlgebra, si tenim una funció real que representa una corba plana qualsevol, tres punts de la corba infinitament pròxims determinen una circumferència el radi de la qual s'anomena radi de curvatura de la corba en el punt donat. També tres punts poden indicar el centre de curvatura, un punt, i una circumferència de centre aquest punt, els altres dos. Si aquest punt que prenem com a centre imaginari d'una corba (tota corba és un arc o tros de circumferència) és allunyat dels altres dos, obtindrem un radi de curvatura llarg, o ampli, i una curvatura oberta, és a dir, relativament aplanada, mentre que si el punt o centre de curvatura és més proper, llavors el radi de curvatura és curt i la corba resultant relativament tancada.